# Ēriks Rags
Ēriks Rags (Ventspils, 1º giugno 1975) è un ex giavellottista lettone.

## Biografia
Rags ha trionfato nella specialità per la prima volta nel 1997, vincendo una medaglia d'oro ai campionati nazionali. Nello stesso anno ha fatto il suo debutto internazionale ai Campionati mondiali di atletica leggera 1997, ad Atene, non andando oltre il turno di qualificazione. Alle Universiadi di due anni dopo vinse la medaglia d'oro. Nel 2000 ha fatto il suo debutto olimpico ai Giochi di Sydney dove non raggiunse la finale.
Nel 2001 migliora il proprio record personale e trionfa all'Universiade di Cina, l'anno seguente si ferma ad un passo dal podio ai Campionati europei di Monaco di Baviera. Prese parte anche alla finale olimpica del 2004 classificandosi settimo.
Nel 2006, Rags è arrivato secondo al Memorial Van Damme a Bruxelles con un lancio di 81,26 metri, mentre ai Giochi di Pechino 2008 fu il primo tra gli esclusi non superando il turno preliminare.

## Record personale
- Lancio del giavellotto: 86,47 m ( Londra, 22 luglio 2001)

## Palmarès
| Anno | Manifestazione  | Sede              | Evento                 | Risultato | Prestazione | Note |
| ---- | --------------- | ----------------- | ---------------------- | --------- | ----------- | ---- |
| 1999 | Mondiali        | Siviglia          | Lancio del giavellotto | 10º       | 81,64 m     |      |
| 1999 | Universiade     | Palma di Maiorca  | Lancio del giavellotto | Oro       | 83,78 m     |      |
| 2000 | Giochi olimpici | Sydney            | Lancio del giavellotto | 26º (q)   | 75,75 m     |      |
| 2001 | Mondiali        | Edmonton          | Lancio del giavellotto | 8º        | 82,82 m     |      |
| 2001 | Universiade     | Pechino           | Lancio del giavellotto | Oro       | 82,72 m     |      |
| 2002 | Europei         | Monaco di Baviera | Lancio del giavellotto | 4º        | 84,07 m     |      |
| 2004 | Giochi olimpici | Atene             | Lancio del giavellotto | 7º        | 83,14 m     |      |
| 2005 | Mondiali        | Helsinki          | Lancio del giavellotto | 6º        | 78,77 m     |      |
| 2006 | Europei         | Göteborg          | Lancio del giavellotto | 9º        | 79,51 m     |      |
| 2007 | Mondiali        | Osaka             | Lancio del giavellotto | 11º       | 80,01 m     |      |
| 2008 | Giochi olimpici | Pechino           | Lancio del giavellotto | 13º (q)   | 79,33 m     |      |
| 2009 | Mondiali        | Berlino           | Lancio del giavellotto | 26º (q)   | 76,23 m     |      |
| 2010 | Europei         | Barcellona        | Lancio del giavellotto | 11º       | 76,93 m     |      |
| 2011 | Mondiali        | Taegu             | Lancio del giavellotto | 20º (q)   | 77,34 m     |      |

## Altre competizioni internazionali
2001
- Argento al Grand Prix ( Melbourne), lancio del giavellotto - 85,75 m
- Bronzo ai Goodwill Games ( Brisbane), lancio del giavellotto - 84,68 m